# جعفر شفقت
جعفر شفقت (زاده ۱۲۹۴ در تبریز – درگذشته ۱۶ بهمن ۱۳۷۹ در نیس) ارتشبد نیروی زمینی شاهنشاهی ایران و وزیر جنگ در کابینه شاپور بختیار از ۲۶ دی تا ۲۲ بهمن ۱۳۵۷ بود.
او از امضا کنندگان اعلامیه بی‌طرفی ارتش در ۲۲ بهمن ۱۳۵۷ بود.

## زندگی‌نامه
جعفر شفقت در ۱۲۹۴ در تبریز متولد شد. پس از طی دوره ابتدائی و متوسطه با کمک دایی خود محمدحسین دماوندی در ۱۳۱۲ وارد دانشکده افسری شد و پس از طی دوره دو ساله دانشکده مزبور، درجه افسری گرفت و خدمات نظامی خود را در صف آغاز کرد.

## خدمات نظامی
در همان ایام دوره دانشکدهٔ سن سیر پاریس را به پایان رسانید و به خدمت در گارد سلطنتی مشغول شد و سرانجام به فرماندهی گارد جاویدان منصوب گردید و سپس سال‌ها فرمانده گارد شاهنشاهی (لشکر یکم) بود. از اهم مشاغل او در آن دوره فرماندهی لشکر رضائیه و فرماندهی لشکر تبریز بود. چندی هم رئیس ستاد نیروی زمینی و معاون نیرو بود تا به فرماندهی ارتش دوم منصوب شد. بعد ژنرال آجودان شاه و رئیس سرای نظامی بود تا به قائم‌مقامی ریاست ستاد بزرگ ارتشتاران برگزیده شد.
چند دوره ستاد و فرماندهی را در فرانسه و آمریکا گذرانیده و نیز موفق به دریافت مدرک دکتری حقوق بین‌الملل از دانشگاه سوربن پاریس گردیده بود و همزمان قاضی القضات ارتش نیز بود. از نزدیکان او در ارتش تیمسار سرتیپ گارد خلیل شفقت (برادر)، تیمسار سرتیپ گارد ستار سلیمیان، تیمسار سرلشکر مقصود همپائی فرمانده کل دژبان و آخرین استاندار کهگیلویه و بویراحمد در سال ۱۳۵۷، تیمسار سرتیپ ستاد هوایی عزیز دماوندی (از امراء ستاد  )(پسر دایی) و سرهنگ فنی هوایی بیوک دماوندی بودند.

## استانداری آذربایجان
در اواخر سال ۱۳۵۶ که اوضاع در استان آذربایجان وخیم شد و سپهبد آزموده احضار و از استانداری عزل شد، به جای او ارتشبد جعفر شفقت از ۳۰ بهمن ۱۳۵۶استاندار آذربایجان گردید و چند ماه در آنجا با ملایمت حکومت می‌کرد.

## وزارت جنگ در دولتشاپور بختیار
پس از حدود ۴۵ سال خدمت در ارتش، در دی ماه ۱۳۵۷ در دولت شاپور بختیار مقام وزارت جنگ را به عهده گرفت. وی اعلامیه بی طرفی ارتش در روز ۲۲ بهمن ۱۳۵۷ را امضاء کرد. وی در سال ۱۳۷۹ در سن ۸۵ سالگی در نیس فرانسه درگذشت.

## اعلامیه بی طرفی ارتش
شفقت در مقام وزیر جنگ در دولت  شاپور بختیار در جلسه مربوط به بی طرفی ارتش شرکت کرده و اعلامیه بی‌طرفی ارتش را امضا کرد.